# Marco Neumann
Marco Neumann (ur. 1 marca 1988 w Magdeburgu) – niemiecki wioślarz, reprezentant Niemiec w wioślarskiej czwórce bez sternika podczas Letnich Igrzysk Olimpijskich w Pekinie.

## Osiągnięcia
- Igrzyska Olimpijskie – Pekin 2008 – czwórka bez sternika – 6. miejsce[1].
- Mistrzostwa Europy – Ateny 2008 – ósemka – 4. miejsce[2].